# Операция «Клетка»
Операция «Клетка» — предполагаемый план военного переворота, который якобы разрабатывался представителями турецкого генерального командования, в частности, командующими Военно-морских сил Турции, информация о котором была впервые опубликована в 2009 году. Разоблачение плана переворота стало частью кампании, развязанной гражданскими властями Турции против военной элиты страны, и также рассматривался в рамках судебных процессов в связи с делом ультранационалистической организации «Эргенекон».

## Суть плана. Политическая предыстория
План «Клетка» призывал к организации масштабных акций политического терроризма, которые подразумевали в том числе проведение серии убийств высокопоставленных гражданских чиновников, которые придерживались тезисов политического ислама и выступали против «шести стрел» Ататюрка. Помимо этого якобы участники плана «Клетка» предполагали развязывания масштабных актов насилия против различных этноконфессиональных групп населения, проживающих в Турции и не исповедовавших ислам, например, восточных православных христиан, курдов, евреев, армян и алавитов. Разработка плана была приписана конспиративным объединениям в рядах турецкого военного командования.
Это дело было тесно связано с другим резонансным «разоблачением» антигосударственной деятельности групп турецких военных заговорщиков — дела Пойразкой, названного по деревне в районе Бейкоз ила Стамбул, где прошли громкие судебные процессы против членов тайной ультранационалистической организации «Эргенекон», пытавшейся свергнуть режим Партии справедливости и развития. План «Клетка» стал вторым в числе обвинительных актов (помимо подозрения в планировании убийств адмиралов и дела о хранении военной амуниции).
Государственные обвинители полагают, что главными координаторами и разработчиками плана «Клетка» являлись участники «Западной рабочей группы» (тур. Batı Çalışma Grubu), военной организации, которая была основана в 1997 году авторитетным высокопоставленным генералом Чевиком Биром в рамках подготовки к смещению правительства Наджметтина Эрбакана. Согласно донесению стамбульской полиции, претворением плана в жизнь должен был руководить турецкий ультранационалист Ибрагим Сахин, соучастник резонансного убийства армянского журналиста Гранта Динка, главного редактора армяно-турецкой газеты «Агос». В соответствии с версией генеральной прокуратуры Турции Ибрахим Сахин также принимал активное участие в организации кровавого нападения на христианский издательский дом Цирве, в результате которого трое его сотрудников были подвергнуты пыткам и убиты. Консервативная ежедневная газета «Yeni Şafak», последовательно поддерживающая Реджепа Тайипа Эрдогана и ПСР, 26 февраля 2010 года опубликовала статью, в которой, ссылаясь на «данные, предоставленные полицией», указала, что бывший турецкий генерал Мехмет Шенер Энуйгур, последовательный противник гегемонии политического ислама, также регулярно посещал конспиративные собрания организаторов плана «Клетка». Сведения эти не были ни подтверждены, ни опровергнуты.

## Разоблачение плана. Публикации в «Taraf»
Впервые сведения об этом плане были получены органами правопорядка Турции в декабре 2008 года от анонимных источников из частного музея Рахми Коч в Стамбуле. Неизвестный утверждал, что в одном из отсеков подводной лодки, экспонируемой в музее (который специализируется на истории военного транспорта Турции) были обнаружены взрывчатые вещества в большом количестве. Тотчас проправительственными СМИ была выдвинута версия об очередном заговоре военных, которая активно муссировалась в печати, лояльной ПСР. Вскоре начались обыски в офисах военных чиновников, которые, по версии следствия, могли быть причастны к заговору. В соответствии с донесениями судебных инстанций, опубликованных в проправительственных СМИ, при обыске в офисе отставного майора турецких ВС Левента Бекташа, который был арестован в апреле 2010 года, был обнаружен компакт-диск с изложением плана «Клетка». Документ с изложением плана насильственного захвата власти был опубликован журналистом Мехметом Барансу в лояльной к гражданским властям газетой «Taraf» 19 ноября 2009 года, что вызвало широкий общественный резонанс. Существует также английский перевод этого документа.

## Инцидент с клейкими бумажками в Куртулуше
Другие документы, которые относились к операции «Клетка», были якобы обнаружены в офисе военно-морского командования Гольчук в 2010 году. Следственные органы предположили, что реализация антигосударственной операции по расправе над немусульманскими группами населения страны уже началась к моменту обнаружения компрометирующих документов. В частности, в середине 2009 года имел место странный инцидент с обнаружением цветных клейких бумажек, которыми были помечены входные двери домов представителей немусульманского населения Куртулуша, многонационального квартала в районе Шишли (Стамбул), однако вскоре бумажки загадочным образом исчезли.

## Первая часть слушаний
Первая часть слушаний по делу о плане «Клетка» состоялась 15 июня 2010 года в 12 Высшем уголовном суде; в зале заседания на скамье подсудимых присутствовали 33 бывших офицера ВМС Турции, которые подозреваются в участии и разработке этого плана. Подробно эти слушания освещала турецкая газета Today's Zaman, которая писала о том, что план «Клетка» преследовал цель создать в Турции нестабильную ситуацию посредством убийств немусульманских граждан страны. Адвокаты семьи расстрелянного редактора «Агос» Гранта Динка также планировали стать соистцами этого дела, как заявлял адвокат семьи Фатие Четин, который отмечал, что «есть большая вероятность, что участники плана „Клетка“ владеют важной информацией об убийстве Гранта Динка и других операциях».

## Мнения
Часть политологов-тюркологов, сомневаясь в виновности военных, предполагает, что разоблачение подготовки плана «Клетка» турецким политическим руководством представляет собой одну из заранее спланированных провокаций, направленных на отстранение от рычагов влияния на власть армейской «пятой колонны» (путём фабрикации судебных дел и репрессий), которая выступает блюстителем кемалистских принципов государственного устройства.